# Motegi
Motegi (茂木町, Motegi-machi) é uma cidade japonesa localizada no distrito de Haga, Tochigi. Em Motegi está localizado o complexo Mobility Resort Motegi, que sedia provas da MotoGP.